# Manuel Ortega
Manuel Ortega, właśc. Manuel Hanke (ur. 8 kwietnia 1980 w Steyreggu) – austriacki piosenkarz.
Jest synem Austriaka i Hiszpanki. Działalność muzyczną zaczął w wieku 10 lat. Był chórzystą chóru Florianer Sängerknaben oraz członkiem zespołu Baff. Od 2001 artysta solowy, wydał dwa albumy studyjne: Any Kind of Love (2002) i Angekommen (2006), a także album koncertowy pt. Love, Live, Fly (2003). Reprezentant Austrii w finale 47. Konkursu Piosenki Eurowizji (2002).
Zwycięzca drugiej edycji programu rozrywkowego Dancing Stars (2006) i uczestnik trzeciej serii programu 1+1 Tanci z zirkamy (2007).

## Dyskografia
Albumy studyjne
- Any Kind of Love (2002)
- Angekommen (2006)

Albumy koncertowe
- Love, Live, Fly (2003)

Albumy kompilacyjne
- Best of Manuel Ortega (2006)